# Bassene (vila)
Bassene (em armênio: Բասեն; romaniz.: Basen), formalmente Grande Quiapanaque (Մեծ Քյափանակ, Mec K’yap’anak) até 1935 e então Mussaieliã (Մուսայելյան, Musayelyan), é uma aldeia do município de Acuriã da província de Xiraque, na Armênia. O Serviço Estatístico Nacional da República da Armênia (SENRA) registrou em 2010 uma população de 1913 pessoas, número maior que os 1744 registrado no censo de 2001.